# Антифан
Антифа́н (др.-греч. ’Aντίφάνης; ок. 408 — 334 до н. э.) — древнегреческий комедиограф, один из наиболее значительных, наряду с Алексидом и Эвбулом, представителей аттической «средней» комедии.
Был, по всей видимости, чужестранцем, переселившимся в Афины, где начал писать около 387 года до н. э. Отличался большой творческой плодовитостью: ему приписывали авторство от 260 до 365 комедий. Ни одна из них не дошла до наших дней полностью, однако более двухсот известны по названиям или по обширным фрагментам, цитируемым у Афинея.

## Издания фрагментов
- Clinton, Philological Museum, i (1832);
- Meineke, August, Historia Critica Comicorum Graecorum. Berlin, 1839.
- Kock, Theodor. Comicorum Atticorum Fragmenta, II (1884).